# ジャーディン・マセソン

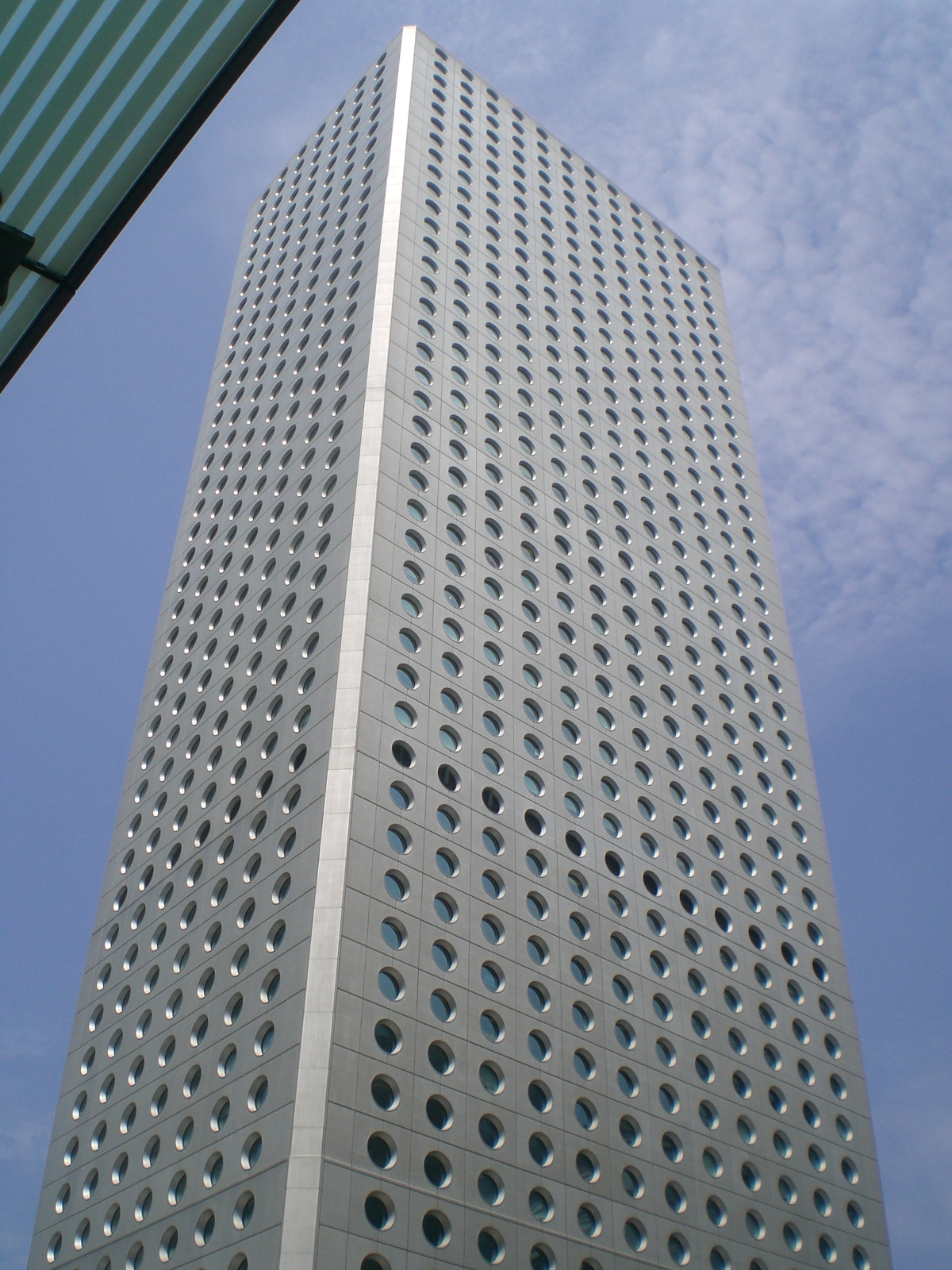
社屋（ジャーディン・ハウス）

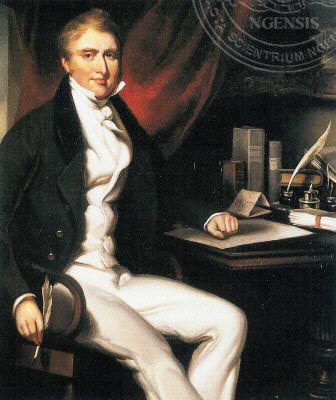
ウィリアム・ジャーディン - 創業者

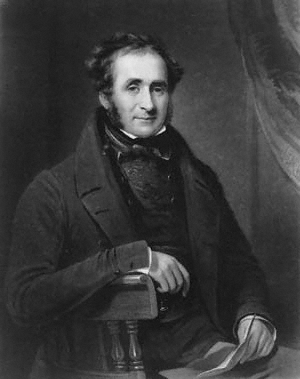
ジェームス・マセソン - 創業者

ジャーディン・マセソン・ホールディングス（英語: Jardine Matheson Holdings Limited, 中国語: 怡和控股有限公司）は、香港にヘッドオフィス（登記上の本社はバミューダ諸島・ハミルトン）を置くイギリス系企業グループの持株会社。
米誌フォーチュン誌の世界企業番付上位500社のランキング「フォーチュン・グローバル500」（2009年度版）では世界411位。創設から170年たった今日でも、アジアを基盤に世界最大級の国際コングロマリット（複合企業）として影響力を持っている。

## 概要
前身はイギリス東インド会社で元は貿易商社。1832年、スコットランド出身のイギリス東インド会社元船医で貿易商人のウィリアム・ジャーディンとジェームス・マセソンにより、清（中国）の広州（沙面島）に設立された。中国語名は「怡和洋行」。当時、広州は広東システム体制下、ヨーロッパ商人に唯一開かれた貿易港であった。
ジャーディン・マセソン商会の設立当初の主な業務は、清（中国）で販売が禁止されていたアヘンを、インドから清に密輸して、清で生産された茶をイギリスへの輸出することだった。ジャーディン・マセソン商会はイギリスのアヘン商人（アヘン密貿易商）の一つだった。
1840年に、多数のアヘン中毒患者であふれた清と、清へのアヘン密輸と販売で巨額の利益を得ていたイギリスとの間でアヘン戦争が始まると、本社を当時無人島だった香港に移した。アヘン戦争後に設立された「香港上海銀行（HSBC）」は、ジャーディン・マセソン商会などイギリスのアヘン商人が、清でのアヘン密輸・販売で得た利益を香港からイギリス本国へ送金する業務をおこなっていた銀行である。
1840年から2年間にわたるアヘン戦争では、ジャーディン・マセソン商会は清でのアヘン密輸の利益を守るべくイギリスでロビー活動を行い、イギリスの国会は9票という僅差で軍の派遣を決定した。結果、アヘン戦争はイギリスの圧勝に終わり、1842年に南京条約が締結され、この事実上の不平等条約で、香港はイギリスのものとなり、さらに清はイギリスに対して賠償金2,100万＄を4年分割で支払うこととなった。ジャーディン・マセソン商会は、従来通り、清でのアヘン販売を続行できることとなった。

## 中国における歴史
1841年に大英帝国の植民地の香港（1842年の南京条約で正式に割譲）に本社を移転。
1842年に中国語名を従来の「渣甸洋行」（渣甸はジャーディンの意）から「怡和洋行」に変更。由来は、広東十三行のひとつで、西洋にも有名だった「怡和行」から。
中国での拠点は1844年に上海の共同租界、外灘（バンド）の中山東一路27号に移し「怡和洋行大楼」（ジャーディン・マセソン商会ビル）と呼ばれた。この場所の当時の地番は1号であり、ジャーディン・マセソンが最初に外灘（バンド）にて土地を獲得した。（現在は外貿大楼と呼ばれ上海市対外貿易公司や上海市外貿局等が入っている）
1867年から天津事務所を開設し、華北でも海運業を展開する。この頃、唐廷枢（後に李鴻章の下で洋務運動を推進）が買弁責任者として金銭の管理、物資の購入、海運の開設などを行っていた。以降、事業規模が拡大し、1881年に天津支店に格上げ。1921年に社屋の「天津ジャーディン・マセソン商会ビル」をイギリス租界地の維多利亜道（現在の解放北路157号）に建設した。
1881年、後に香港の大富豪となる何東（サー・ロバート・ホー・トン）が、ジャーディン・マセソン商会に入社し、総買弁、中国総経理を歴任する。
青島、広州、汕頭、福州、長沙、昆明、アモイ、北平（北京）、鎮江、南京、蕪湖、九江、宜昌、沙市、重慶など中国各地に現地事務所を開設。上海、天津を除けば、漢口（現在の武漢市の一部）が最も大きな事務所だった。
1949年、中華人民共和国の建国後は拠点を香港に移す。中国大陸の支店網はすべて1954年に接収・閉鎖され、2000万ドルの損失を被る。第5代目当主のジョン・ケズウィックは、1963年に「英中貿易協会」（SBTC）会長に就任（～1973年）し、共産主義国となった中国との貿易再開に奔走する。1972年に英中の外交関係が完全に正常化し、1973年に周恩来首相と北京で会談。英国産業技術展も開催され、周恩来も視察に訪れる。
香港が中国に返還されるまでは、イギリス植民地資本であるジャーディン・マセソンの役員や幹部らがイギリス植民地下の香港行政局（現在の行政会議 ）の非官守（官職）議員として参加し、香港政庁の政策に影響力を行使していた。

## 幕末・明治期の日本における歴史
かねてより沖縄や台湾、長崎の中国人商人を通じて日本の物品を密貿易していた同社は、江戸幕府が1853年の日米和親条約を皮切りに、1854, 1855, 1856年と立て続けに日英、日露、日蘭和親条約を締結し、長崎港と函館港を開港すると、1859年（安政6年）に、上海支店にいたイギリス人ウィリアム・ケズィック（ウィリアム・ジャーディンの姉の子）を日本に派遣した。ケズィックは西洋の織物、材木、薬などを持ち込み、日本からは石炭、干し魚、鮫皮、海藻、米などを購入、ビジネス的には成功とは言えなかったが、日本製絹の品質の高さに将来性を抱き、1860年初頭に、横浜居留地1番地（旧山下町居留地1番館、現山下町一番地）に「ジャーディン・マセソン商会」横浜支店を設立した。長崎居留地ではデント商会に先を越されたが、横浜でその仇を返した形となった。後に吉田茂の養父・吉田健三が一時期、同社横浜支店長を務めていた。
鹿島によって建設された横浜初の外国商館である社屋は、地元民から「英一番館」と呼ばれた。跡地には現在シルクセンター（国際貿易観光会館）が建っている。
長崎でも、1859年9月19日（安政6年8月23日）に幕末・明治期の重要人物であるトーマス・ブレーク・グラバーが「ジャーディン・マセソン商会」長崎代理店として「グラバー商会」を設立。グラバー商会は、江戸幕府や西南雄藩の艦船・武器購入をめぐる取引に主要な地位を占めた。また薩摩藩の貿易計画や同藩士のイギリス留学の資金調達に重要な役割を果たした。また1863年（文久3年）の長州五傑のイギリス留学の際には商会支店長だったS.J.ゴーワー(Samuel J. Gower. 1862-1865滞日)が出航の手配をした。
その他、神戸・大阪・函館にも代理店を置いた。

## 現在の影響力
ジャーディン・マセソン・グループは、ウィリアム・ジャーディンの死後、甥であるウィリアム・ケズウィックの子孫によって運営され、その影響力は今なお健在である。現在でも国際コングロマリットとして香港を中心に中国・シンガポール・アメリカ・ヨーロッパ・オーストラリア・中東・アフリカの一部で活発に展開しており、香港では香港政庁に次ぐ就業者数を誇っている。
銅鑼湾など香港の主要な土地の多くは19世紀前半に英国植民地政府によってジャーディン・マセソンへと払い下げられたために、香港のランドマークには「渣甸橋（Jardine's Bridge）」、「勿地臣街（Matheson Street）」、「渣甸街（Jardine's Bazaar）」、「渣甸坊（Jardine's Crescent）」、「渣甸山（Jardine's Lookout）」や「怡和街（Yee Wo Street）」といった社名（中国語表記は怡和洋行）や創業者（人物名のジャーディンに対する中国語表記は渣甸）にちなむ名前が付いたものが多い。
19世紀から20世紀にかけて幾度もの内部改革を実施したが、1947年に秘密トラストによって一族経営が強力になった。長くイギリス系による経営が続いてきたが、1980年に長江実業を率いる李嘉誠が敵対的買収を仕掛け、持ち株比率が約30％に達し、筆頭株主になったこともある。その後、李嘉誠はジャーディン・マセソン社の関連会社であるホンコン・ランドに売却している。
1984年、登記簿上の本社をタックス・ヘイヴンとして有名なバミューダ諸島・ハミルトンに移転。（ヘッドオフィスは香港・ジャーディン・ハウス）
1988年、持株会社制度を導入し、関連会社を含め大幅な改組を実施。ケズウィック・ファミリーがロンドンの持株会社を支配し、ロンドン証券取引所とシンガポール証券取引所で上場。現在の持株会社の会長（別称：大班）は、ケズウィック・ファミリー6代目当主のヘンリー・ケズウィック。兄弟のサイモン・ケズウィック（Kwik Save社元代表）が7代目になる予定。同社の組織構造はほぼ完全に変わったが、ウィリアム・ジャーディンの一族が秘密トラストと共同株主による複雑な株式持合いにより企業支配を続けている。
近年ではマンダリン・オリエンタルホテル等の経営で知られる。

## 主なジャーディン系企業
- ジャーディン・パシフィック（怡和太平洋）
- ジャーディン・モーターズ・グループ（怡和汽車集團）
- ジャーディン・ロイド・トンプソン（怡和保險顧問集團） - ロンドン証券取引所上場
- ジャーディン・ストラテジック・ホールディングス（怡和策略控股） - ロンドン証券取引所上場、シンガポール証券取引所上場
- ジャーディン・サイクル・アンド・キャリッジ（怡和合發） - シンガポール証券取引所上場
- ジャーディン・シンドラー（怡和迅達） - シンドラーエレベータと折半出資の合弁会社
- ジャーディン・ワンソリューション（怡和科技）
- ジャーディン・レストラン・グループ（怡和飲食集團）
  - ピザハット（必勝客）
  - ケンタッキーフライドチキン（肯德基）
- 香港ランド（香港置地）
- デイリー・ファーム（牛奶國際有限公司）本部はバミューダ。ロンドン証券取引所上場、シンガポール証券取引所上場
  - ウェルカム（惠康(台湾では頂好)） - スーパーマーケット
  - マーケットプレイス - 高級スーパーマーケット。香港・台湾・中国大陸・シンガポールで展開、名称は各地で一部異なる
  - マンニングス（萬寧） - ドラッグストア
  - セブンイレブン香港（七・十一）
  - セブンイレブン・シンガポール（七・十一）
  - セブンイレブン中国華南（広東賽壱便利店） - 広東信捷商務発展との合弁会社
  - イケア香港（宜家家居）
  - イケア台湾（宜家家居）
  - 美心食品有限公司（マキシムズ・グループ） - 株を50％保有
    - スターバックス香港（星巴克咖啡）
    - スターバックス・マカオ（星巴克咖啡）
    - スターバックス中国華南（星巴克咖啡）
    - スターバックス中国西南（星巴克咖啡）
    - 元気寿司
- マンダリン・オリエンタルホテルグループ（文華東方國際） - マンダリン オリエンタル バンコク、マンダリン・オリエンタル香港、マンダリン・オリエンタル東京等

その他
- 旧ジャーディン・フレミング（怡富集團） - 現JPモルガン・チェース
- 旧ジャーディン・ワインズ・アンド・スピリッツ（怡豐洋酒） - 現MHD モエ・ヘネシー・ディアジオ （ジャーディン・マセソンは合弁から離脱）

## ジャーディンにちなんだ地名
- 渣甸橋（Jardine's Bridge）
- 勿地臣街（Matheson Street）
- 渣甸街（Jardine's Bazaar）
- 渣甸坊（Jardine's Crescent）
- 渣甸山（Jardine's Lookout）
- 怡和街（Yee Wo Street）

## 参照
- 人物
  - 欧米系
    - ウィリアム・ジャーディン - 創業者
    - ジェームス・マセソン - 創業者
    - ケズウィック・ファミリー - オーナー家
    - トーマス・ブレーク・グラバー - 「マセソン商会・長崎代理人」としてグラバー商会を設立

  - アジア系
    - 吉田健三 - 元ジャーディン・マセソン商会・横浜支店長（内閣総理大臣吉田茂の義父）
    - 安田弘 - 元ジャーディン・マセソン・ジャパン代表取締役会長（安田不動産顧問・学校法人安田学園理事長）
    - 唐廷枢 - 元ジャーディン・マセソン商会買弁、天津事務所責任者何甘棠
    - 何東（ロバート・ホー・トン卿） - 元ジャーディン・マセソン商会総買弁（マカオのカジノ王スタンレー・ホーは弟の孫）
    - 何福（中国語版） - 何東の弟、何東引退後ジャーディン・マセソン商会総買弁（マカオのカジノ王スタンレー・ホーの祖父）
    - 何甘棠（中国語版）  - 何東の弟、ジャーディン・マセソン商会買弁（ブルース・リーの母方の祖父）

- 建物、支店など
  - 香港
    - 銅鑼湾 - 英国植民地政府によってジャーディン・マセソンへと払いさげられた土地
    - ヌーンデイ・ガン（午砲） - 正午告げる空砲（香港・銅鑼湾）
    - ジャーディン・ハウス（怡和大廈） - ヘッドオフィス

  - 中国
    - 沙面島 - 設立当時の拠点地
    - 旧ジャーディン・マセソン商会ビル - 旧中国本社（上海支店）
    - 天津ジャーディン・マセソン商会ビル - 旧天津支店

  - 日本
    - 英一番館 - 旧横浜支店
    - グラバー商会 - 旧長崎代理店

- 歴史
  - アヘン戦争
  - 壬戌丸 - 幕末期長州藩の軍艦
  - チェルスウィック号 - 長州五傑（長州ファイブ）が横浜を出航をする際に乗った船
  - 薩長因縁の昭和平成史（完）／萬晩報 - ケズィック・ファミリーと日本
  - フリーメーソン-30／Renaissancejapan - ジャーディン・マセソン商会の歴史
  - CBBC celebrates 50 years／英中貿易協会 - ジョン・ケズウィックと周恩来

- その他
  - フォーチュン・グローバル500社／Fortune - 世界437位

## ギャラリー

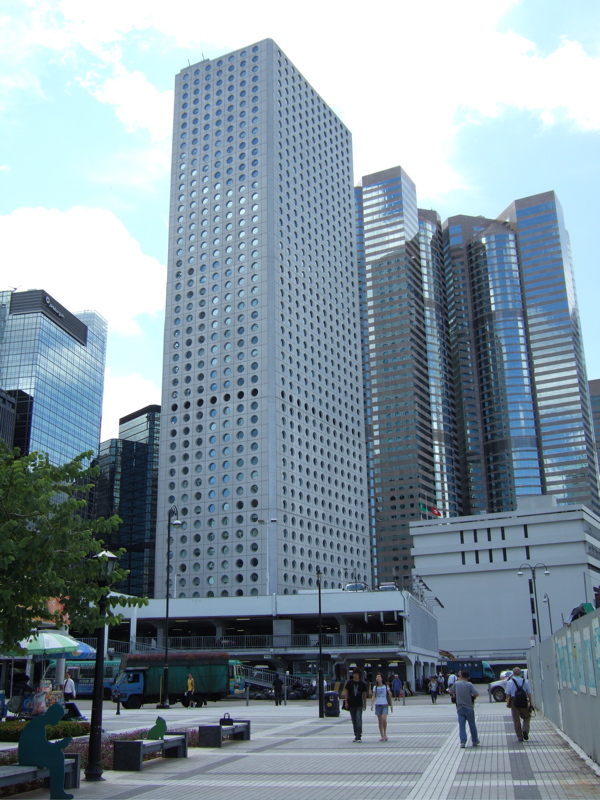
ジャーディン・ハウス
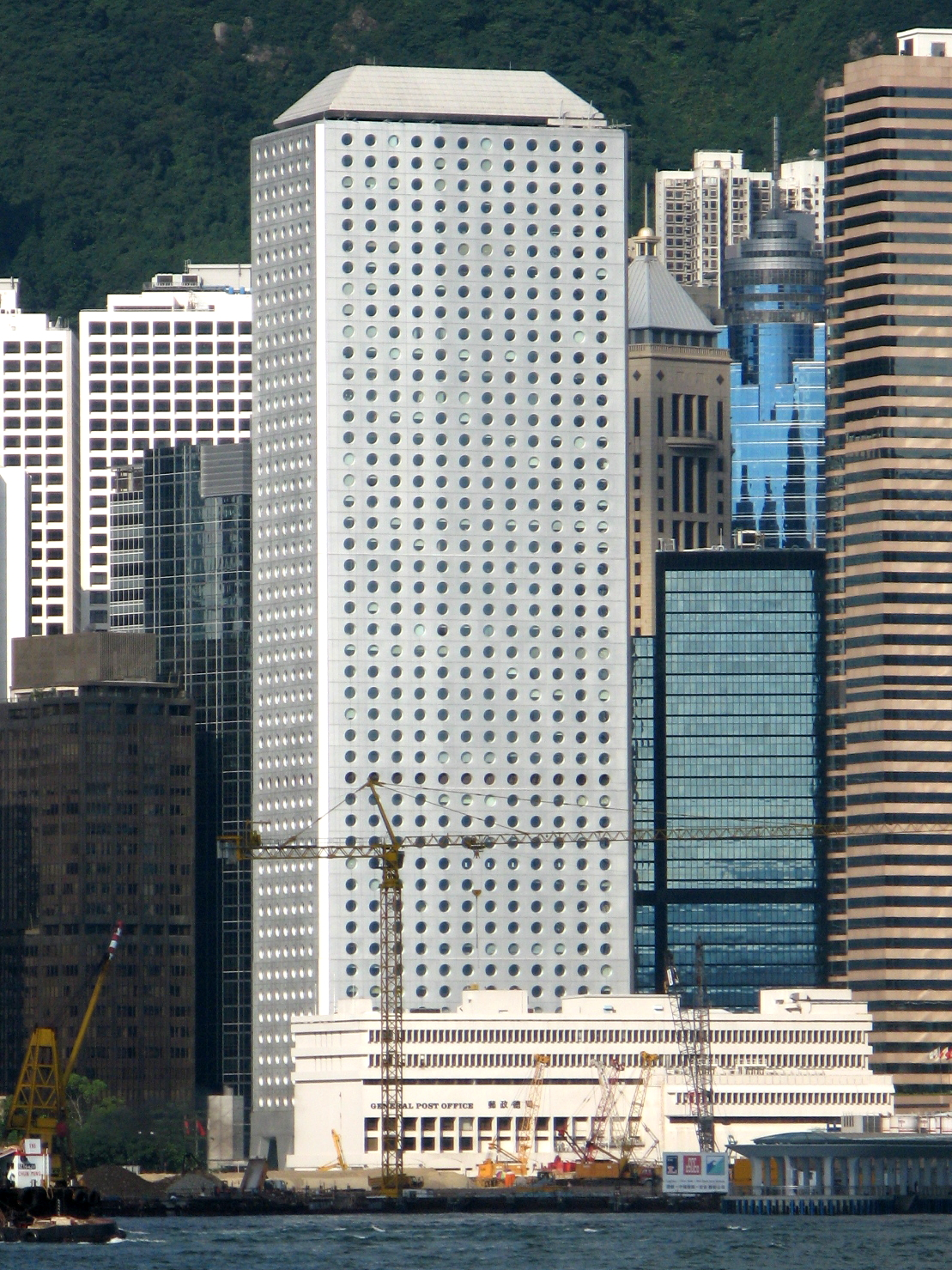
ジャーディン・ハウス
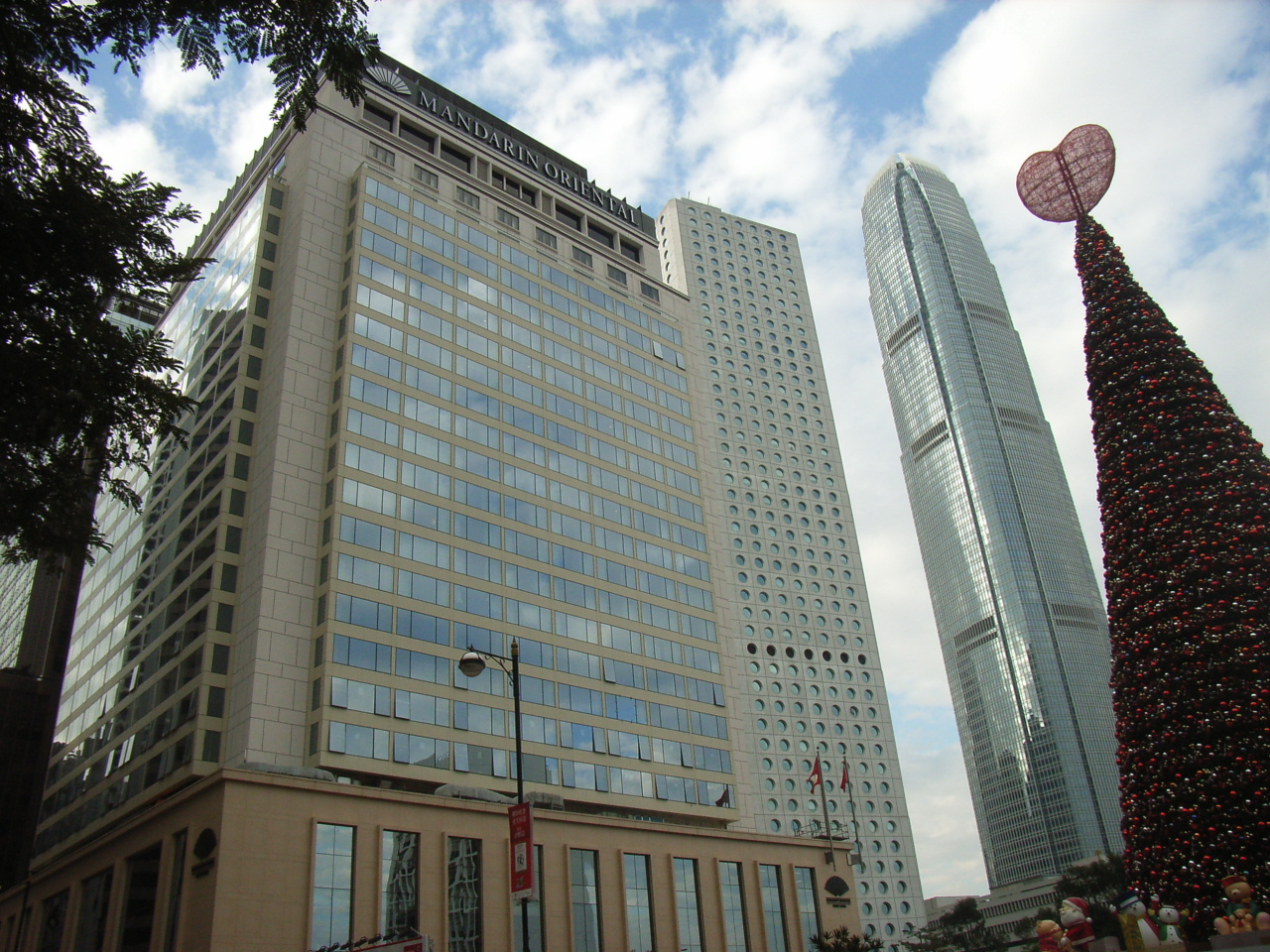
ジャーディン・ハウスとマンダリン・オリエンタル香港（左）
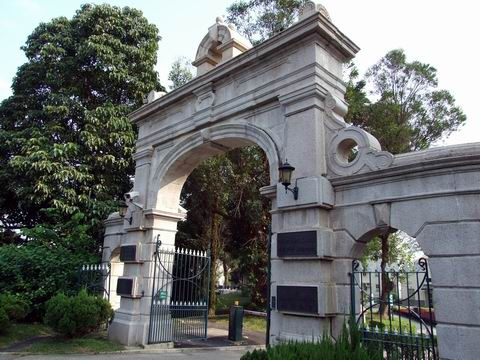
香港に残るジャーディン・ゲート
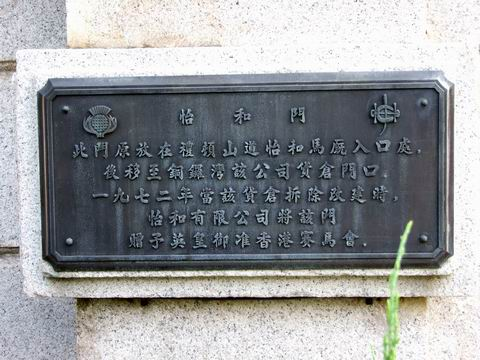
ジャーディン・ゲートの説明プレート
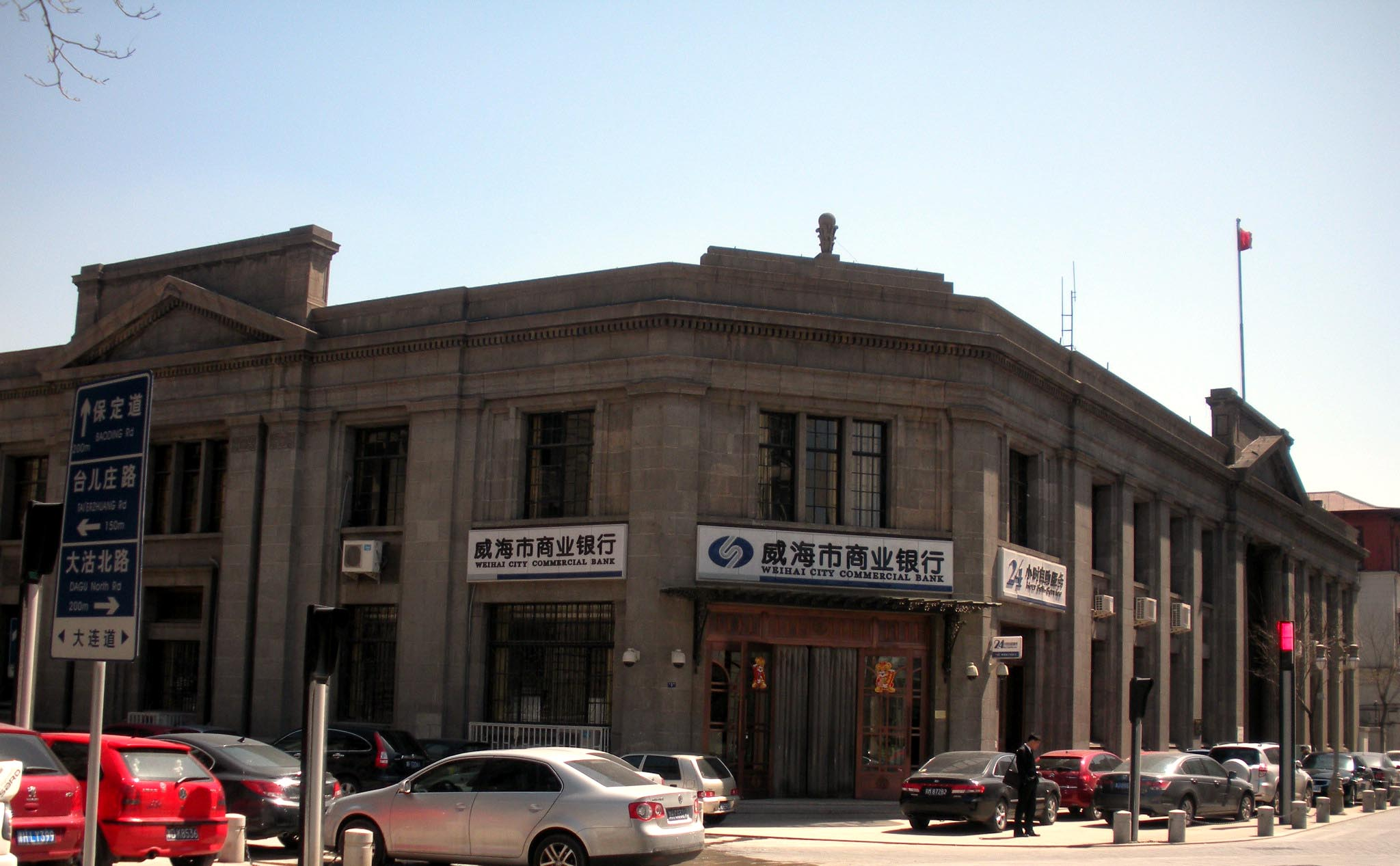
天津ジャーディン・マセソン商会ビル
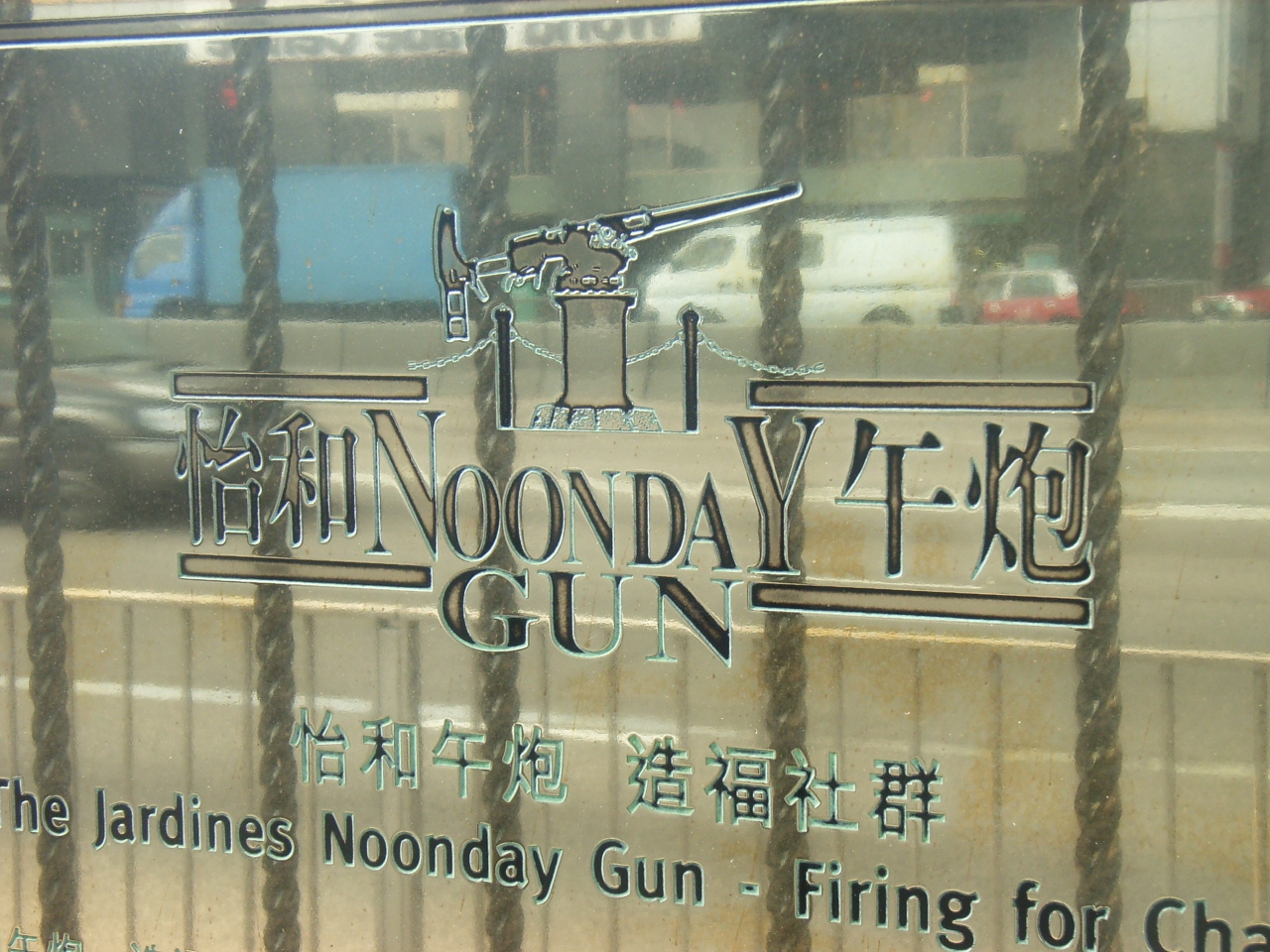
ヌーンデイ・ガン
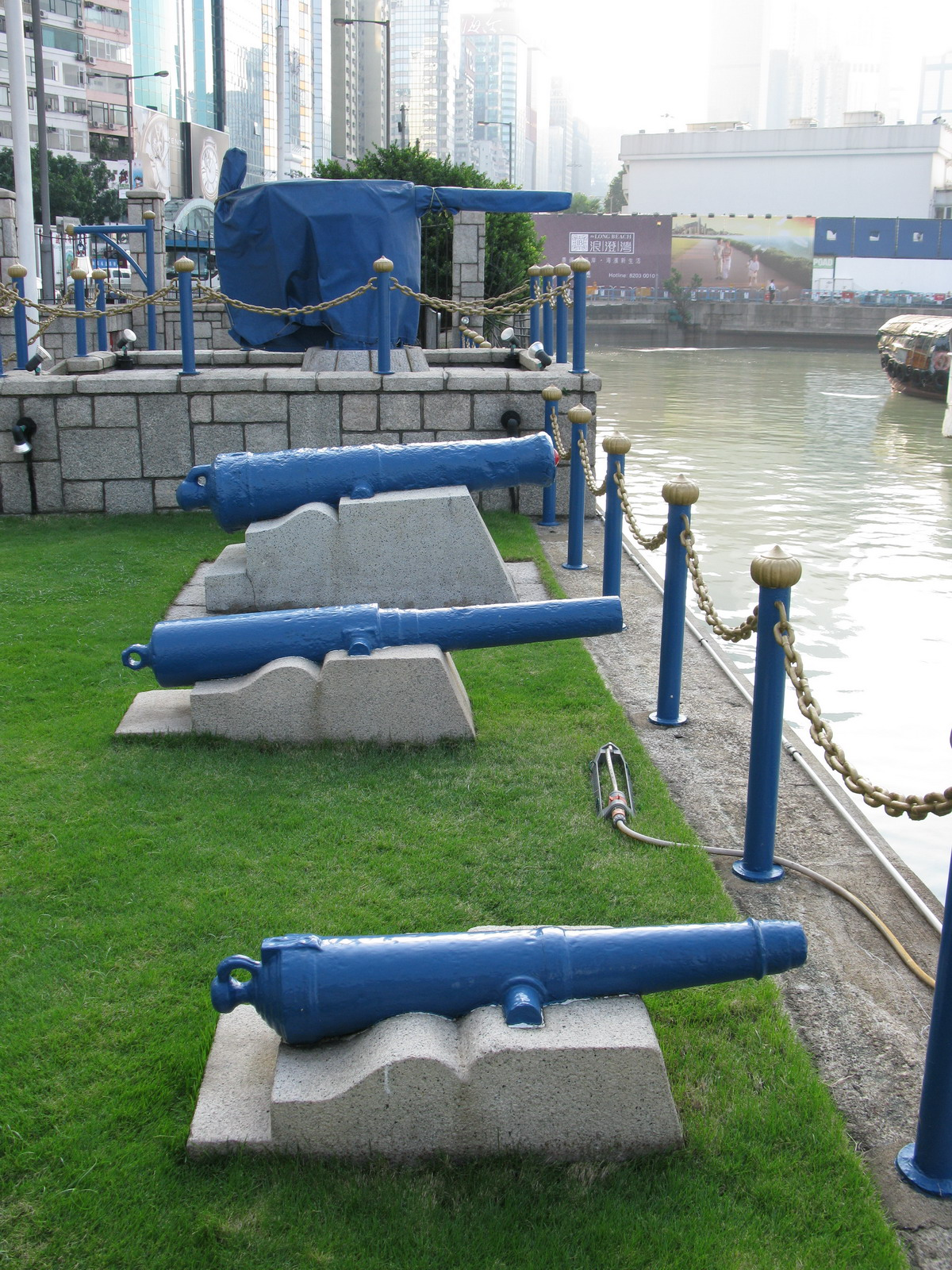
ヌーンデイ・ガン
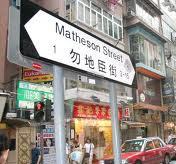
「勿地臣街」（Matheson Street）
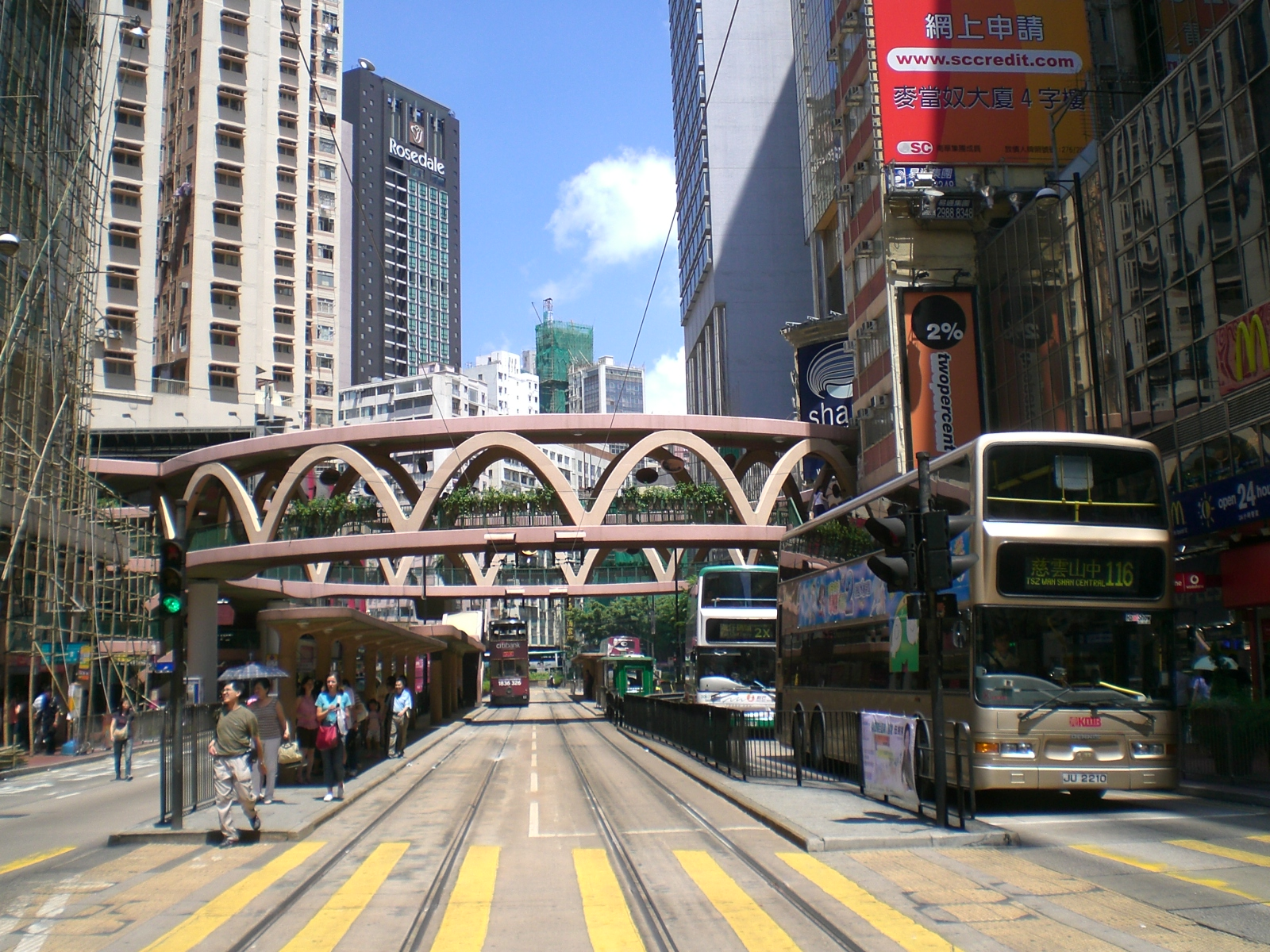
怡和街（Yee Wo Street）
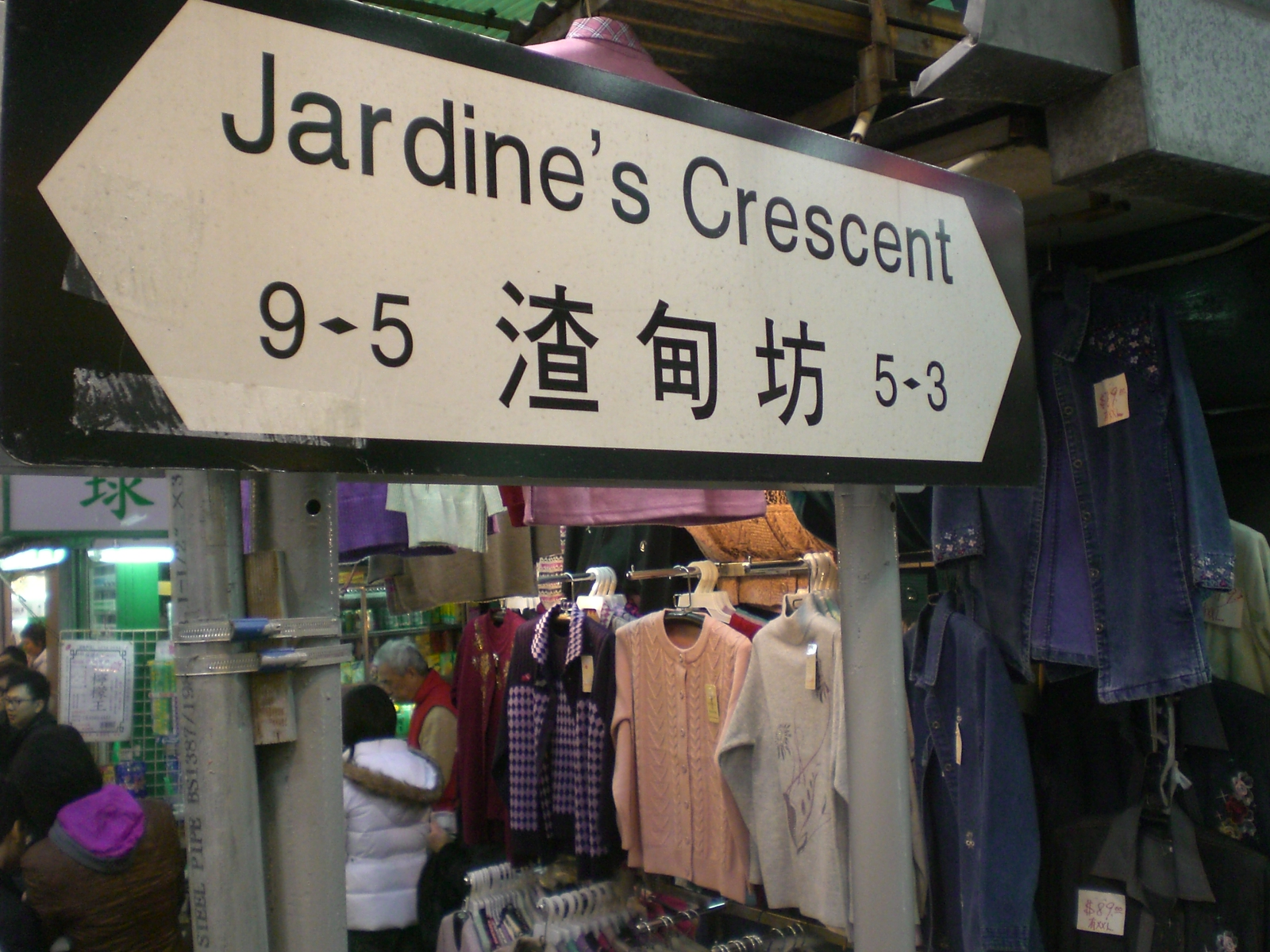
渣甸坊（Jardine's Crescent）
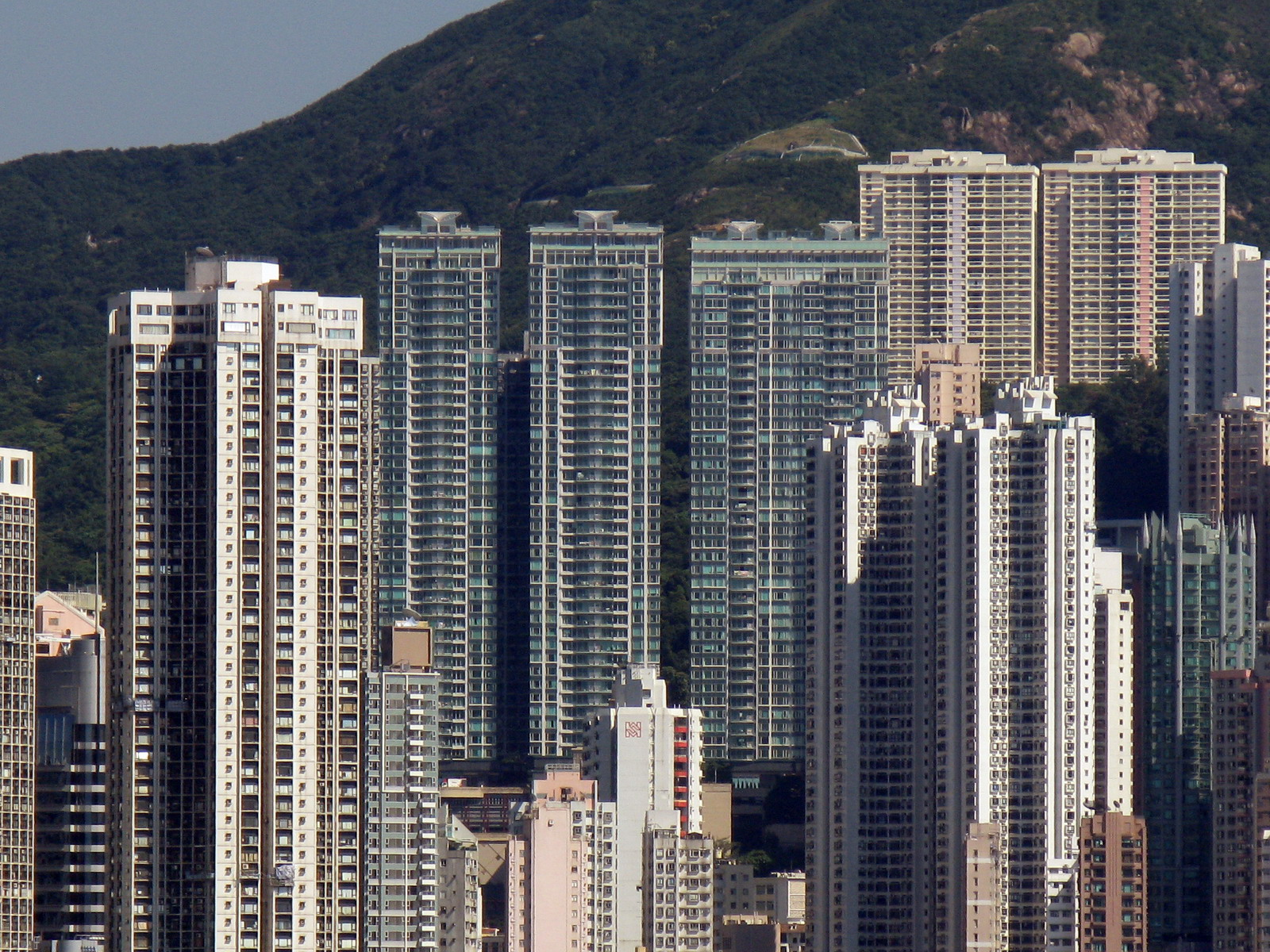
渣甸山（Jardine's Lookout）

## 出来事
- 1972年、東京都新橋で、ジャーディン・マセソン社の企業秘密である16mmフィルム（洋酒の製造過程を撮影したもの）を運送会社が輸送中に紛失。このフィルムを拾得した男が会社を脅迫する事件があった[8]。